# پلی‌بک (فیلم ۲۰۱۲)
پلی‌بک یا بازپخش (به انگلیسی: Playback) فیلمی محصول سال ۲۰۱۲ و به کارگردانی گابریلا تاگلیاوینی است. در این فیلم بازیگرانی همچون الساندرا توره‌سانی، امبر چایلدرز، جانی پاکار، کریستین اسلیتر، جاناتان کلتز و جنیفر میسونی ایفای نقش کرده‌اند.